# El Cocoyult
El Cocoyult är en ort i Mexiko.   Den ligger i kommunen San Marcos och delstaten Guerrero, i den södra delen av landet, 300 km söder om huvudstaden Mexico City. El Cocoyult ligger 71 meter över havet och antalet invånare är 693.
Terrängen runt El Cocoyult är platt, och sluttar söderut. Runt El Cocoyult är det ganska glesbefolkat, med 34 invånare per kvadratkilometer. Närmaste större samhälle är San Marcos, 11,4 km öster om El Cocoyult. Omgivningarna runt El Cocoyult är en mosaik av jordbruksmark och naturlig växtlighet.